# 在マカッサル領事事務所
在マカッサル領事事務所（ざいマカッサルりょうじじむしょ、インドネシア語: Kantor Konsuler Jepang di Makassar、英語: Consular Office of Japan in Makassar、旧称: 在マカッサル出張駐在官事務所）は、インドネシア共和国スラウェシ島最大の都市マカッサルに設置されている日本の領事事務所である。2009年1月1日より在スラバヤ日本国総領事館所轄、2008年12月31日までは在マカッサル日本国総領事館であった。2023年3月より、大橋貢一が所長を務めている。

## 沿革
- 1941年2月22日、オランダ領東インド（現・インドネシア）のマカッサルに在マカッサル日本帝国領事館が開設される[4]。
- 1941年12月8日、大日本帝国が英領マレー（現・マレーシア西部）のマレー半島に上陸を開始すると共にアメリカ合衆国のハワイを奇襲して、米英両国に宣戦布告する[5]。
- 1941年12月8日、オランダが大日本帝国に対して宣戦布告し[6]、オランダ領東インドの在マカッサル日本帝国領事館や在バタヴィア日本帝国領事館を一斉に閉鎖する[4]。
- 1942年3月9日、オランダ領東インド政府が大日本帝国に降伏し、現在のインドネシアに相当する地域で日本による統治が開始される[7]。
- 1945年8月14日、対米戦線と対ソ戦線で度重なる連敗を喫した大日本帝国が一度は黙殺していたポツダム宣言を受諾し、連合国に対して降伏の意志を表明する[8]。
- 1945年8月15日、日本時間の正午に終戦の詔書がラジオで流され[8]、日本による元オランダ領東インドの統治が放棄されることが周知される。
- 1945年8月17日、インドネシア人の独立派スカルノおよびモハマッド・ハッタ両名による独立宣言が表明されるが、元宗主国のオランダは独立を承認せず武力行使を決意する[9]。
- 1949年12月27日、4年以上にわたるインドネシア独立戦争を経て、オランダがオランダ領東インドの放棄を受諾してインドネシアの独立を承認する[10]。
- 1952年4月28日、サンフランシスコ平和条約の発効により日本国が独立する[11]。
- 1958年4月15日、日本国とインドネシア共和国との平和条約及び日本国とインドネシア共和国との間の賠償協定が発効し、日本とインドネシアの国交が樹立される[12][13]。
- 1971年、マカッサルがウジュン・パンダンに改称される[14]。
- 1976年6月5日、在ウジュン・パンダン日本国総領事館の開設が定められる[15]。
- 1977年1月10日、在ウジュン・パンダン日本国総領事館が開設される[4]。
- 1999年10月13日、ウジュン・パンダンが旧名マカッサルに改称される[16]。
- 2001年4月1日、当地の総領事館が在マカッサル日本国総領事館に改称される[4]。
- 2008年12月31日、改編のためマカッサルの総領事館が閉鎖される[2]。
- 2009年1月1日、在スラバヤ日本国総領事館所轄の在マカッサル出張駐在官事務所（在マカッサル駐在官事務所）が開設される[2]。
- 2014年8月1日、マカッサルの出張駐在官事務所が在マカッサル領事事務所に改称される[17]。

## 所在地
| 日本語               | 〒90125 マカッサル市サム・ラトゥランギ博士通り8-10番ゲドゥン・ウィスマ・カッラ7階 |
| インドネシア語・英語 | Gedung Wisma Kalla, Lt. 7, Jl. Dr. Sam Ratulangi No. 8-10, Makassar 90125         |